# تورچ (یادگیری ماشین)
تورچ (انگلیسی: Torch) یک کتابخانهٔ یادگیری ماشین متن‌باز، یک چارچوب محاسبات علمی و یک زبان اسکریپت‌نویسی بر پایهٔ زبان برنامه‌نویسی لوا است که گسترهٔ وسیعی از الگوریتم‌های یادگیری عمیق را فراهم آورده و از زبان اسکریپت‌نویسی LuaJIT و یک پیاده‌سازی C استفاده می‌کند.

## کاربرد
تورچ توسط گروه تحقیقات هوش مصنوعی فیس بوک، IBM، Yandex و موسسه تحقیقاتی Idiap استفاده می‌شود. Torch برای استفاده در Android و iOS گسترش یافته‌است و برای ساخت پیاده‌سازی‌های سخت‌افزاری برای جریان‌های داده مانند آنچه در شبکه‌های عصبی یافت می‌شود استفاده شده‌است.